# اچ‌دی ۴۵۶۵۲
اچ‌دی ۴۵۶۵۲ یک ستاره است که در صورت فلکی تک‌شاخ قرار دارد.